# 伊藤直樹 (人間学者)
伊藤 直樹（いとう なおき 、1970年 - ）は、日本の学者。東京都出身。明治大学文学部専任教授。
東京大学教育学部教育心理学科卒業、東京大学大学院教育学研究科博士後期課程単位取得退学。埼玉工業大学専任講師を経て、明治大学文学部教授。博士（人間学・明治大学）（論文タイトルは『学生相談活動の発展に寄与する要因についての研究：学生相談機関の利用の促進と組織的発展に関する諸要因の検討』）。

## 経歴
1996年東京大学大学院教育学研究科博士課程中退。2016年2月25日博士学位取得（人間学、明治大学）